# Naast
Naast is een dorp in de Belgische provincie Henegouwen, en een deelgemeente van de Waalse stad Zinnik. Naast was een zelfstandige gemeente tot aan de gemeentelijke herindeling van 1977.
De naam Naast betekent  Natte aarde (naxania in het Gallo-Romeins). 

## Bezienswaardigheden
- De Sint-Martinuskerk (Église Saint-Martin) is een classicistisch bouwwerk van 1785.
- Het Château de Savoye werd eind 19e eeuw gebouwd en is gelegen in een landschapspark.
- Het Château Saint-Vincent ligt in een park nabij een steengroeve. Het werd omstreeks 1800 gebouwd door Charles Ignace de Behault (°1768 Mons Saint-Germain) nadat hij uit ballingschap in Duitsland terugkeerde.

## Natuur en landschap
De bron van de Zenne ligt in Naast op een hoogte van 123 meter. De hoogte aan de kerk bedraagt 100 meter. In de omgeving van Naast liggen tal van steengroeven zoals de Carrière de Perlonjour waar blauwe hardsteen werd gewonnen. Genoemde groeve is niet meer in gebruik en is nu een meer.

## Demografische ontwikkeling
- Bronnen:NIS, Opm:1831 tot en met 1970=volkstellingen, 1976= inwoneraantal op 31 december

## Nabijgelegen kernen
Zinnik, 's-Gravenbrakel, Écaussinnes-d'Enghien, Mignault, Thieusies